# Jasmijn Lau
Jasmijn Lau (11 de marzo de 1999) es una deportista de Países Bajos que compite en atletismo. Ganó una medalla de oro en el Campeonato Europeo de Atletismo Sub-23 de 2021, en la prueba de 10 000 m.